# Horacio Abadie Santos
Horacio Abadie Santos (Montevideo, 23 de mayo de 1886-Montevideo, 24 de noviembre de 1936) fue un abogado, profesor, político y periodista uruguayo.

## Biografía
En Enseñanza Secundaria se desempeñó como profesor y consejero. En la Facultad de Derecho de la Universidad de la República fue catedrático en Derecho Penal. Bajo el gobierno de Gabriel Terra cumplió funciones como Ministro de Instrucción Pública, donde tuvo un papel determinante en la promulgación del Código Penal y el Código de Organización de los Tribunales.
Otro de sus aportes fue la redacción del proyecto que creaba el Tribunal de lo Contencioso Administrativo.
Fue conocido por sus seudónimos «Galf», «Maese Nicolás», «Ayax», «Fray Martín» mientras se desempeñaba como periodista en la prensa montevideana.

## Homenajes

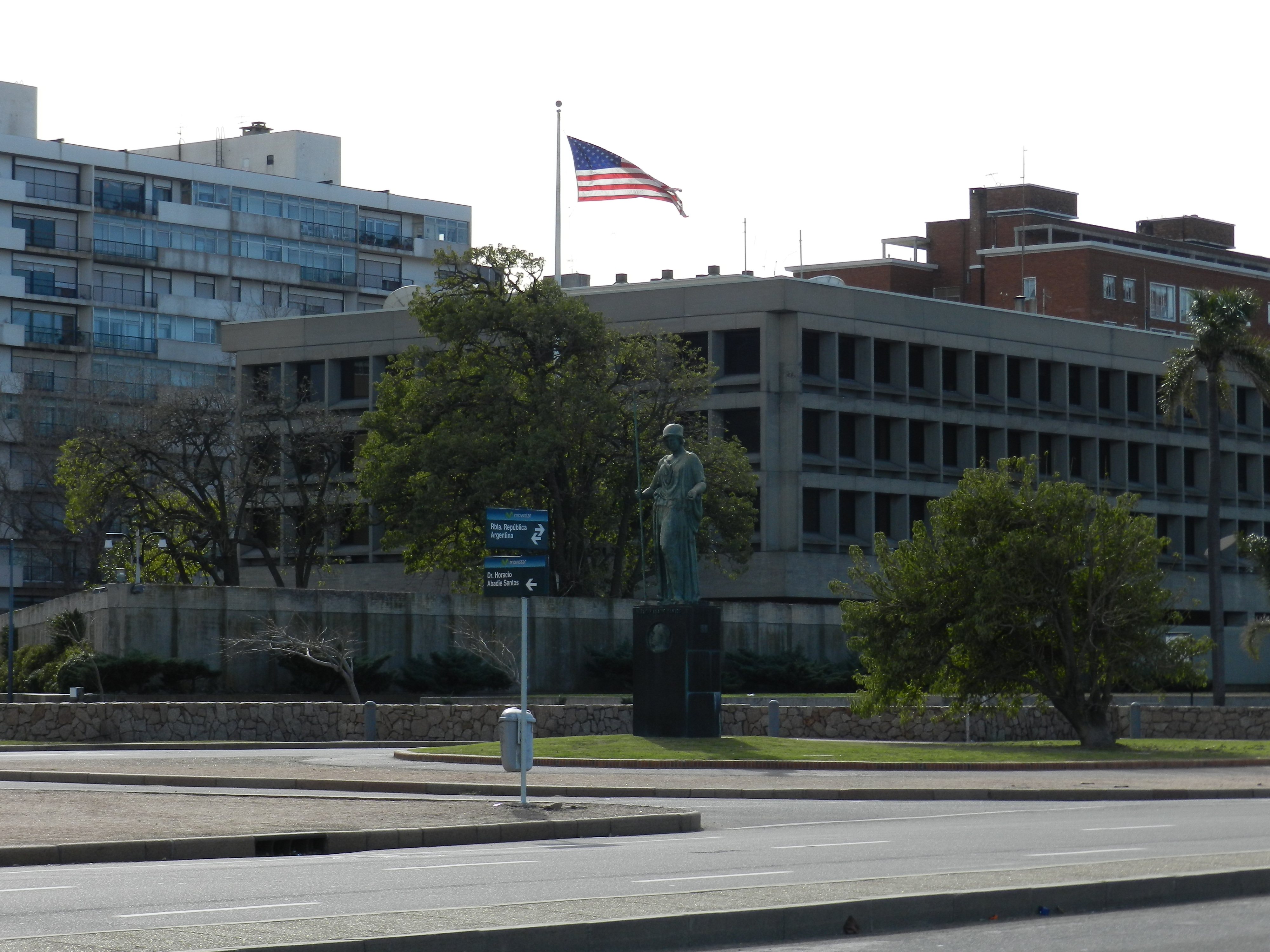
Monumento al Dr. Abadie Santos frente a la Embajada de los Estados Unidos.

En la rambla República Argentina se erige un monumento recordatorio a su persona, obra de Antonio Pena, que fue inaugurado el 23 de noviembre de 1940.

## Obras
- Proyecto de ley de administración de la hacienda pública (1933)
- El estatuto universitario : diez bases para tener en cuenta (notas periodísticas) (1928)
- Tierras fiscales; notas periodísticas (1919)
- De la jornada anticolegialista : discurso (1916)